# Cincinnati Open 1972
Il Cincinnati Open 1972 è stato un torneo di tennis giocato sulla terra rossa. È stata la 71ª edizione del Cincinnati Open, che fa parte del Commercial Union Assurance Grand Prix 1972 e del Women's International Grand Prix 1972. Il torneo si è giocato a Cincinnati in Ohio negli USA dal 31 luglio al 6 agosto 1972.

## Campioni

### Singolare maschile
Jimmy Connors ha battuto in finale  Guillermo Vilas con il punteggio di 6–3, 6–3

### Singolare femminile
Margaret Smith Court ha battuto in finale  Evonne Goolagong Cawley con il punteggio di 3–6, 6–2, 7–5

### Doppio maschile
Bob Hewitt /  Frew McMillan hanno battuto in finale   Brian Gottfried /  Raúl Ramírez,1–6, 7–6, 7–6

### Doppio femminile
Margaret Smith Court /  Evonne Goolagong hanno battuto in finale  Brenda Kirk  /  Pat Walkden-Pretorius con il punteggio di 6–4, 6–1